# Glendora
Glendora je město ve Spojených státech amerických. Nachází se v okrese Los Angeles County ve státě Kalifornie. Ve městě žije přibližně 53 tisíc obyvatel a jeho rozloha činí 50,7 km². Leží v San Gabriel Valley 42 kilometrů východně od Los Angeles. Město leží na úpatí San Gabriel Mountains a sousedí s městy San Dimas, Covina a Azusa.
Své sídlo zde má společnost Charvel. Městem procházejí silnice California State Route 57, Interstate 210 a California State Route 210 a také známá silnice U.S. Route 66. Ve městě se nachází vysoká škola Citrus College. Město leží v oblasti se středomořským podnebím.

## Partnerská města
- Mérida, Mexiko
- Moka (Japonsko), Japonsko
- Mérida (Mexiko), Mexiko